# 拉加尔特拉
拉加尔特拉，是西班牙卡斯蒂利亚-拉曼恰托莱多省的一个市镇。总面积81平方公里，总人口1786人（2001年），人口密度22人/平方公里。